# Jean-Philippe Wadle

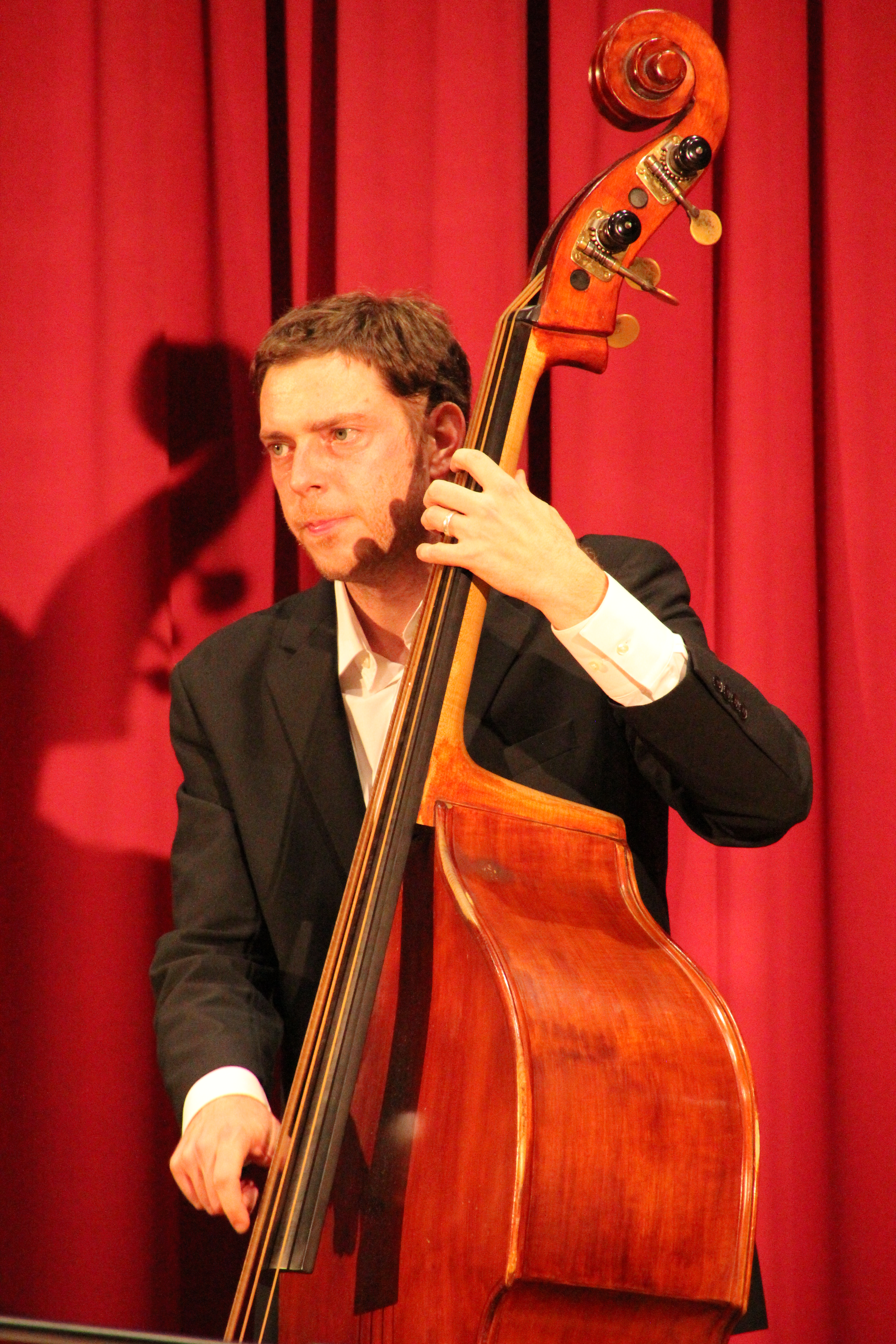
Jean-Philippe Wadle (2015)

Jean-Philippe Wadle (* 19. September 1980 in Pirmasens) ist ein deutscher Jazzmusiker (Kontrabass).

## Karriere
Wadle, der zunächst E-Bass spielte, wechselte 1997 zum Kontrabass. Er gewann in den Jahren 1998 und 2001 den 1. Preis bei Jugend jazzt und studierte zwischen 2002 und 2006 an den Musikhochschulen von Mainz und Köln Kontrabass. 2003 gründete er sein eigenes Bassface Swing Trio, das bis heute besteht. Wadle hat mit Musikern wie Tom Gaebel, Dee Dee Bridgewater, Lalo Schifrin, Tony Lakatos, Axel Schlosser, Ralf Hesse, Scott Hamilton, Manfred Schoof, Ack van Rooyen, Hans Dekker, Bruno Müller, HR BigBand, Wolfgang Haffner, aber auch mit Katja Ebstein, Marshall-Alexander und Tony Marshall gearbeitet und gehörte ab 2015 zum Quartett von Emil Mangelsdorff. Er ist auch auf Alben von Gee Hye Lee, Daniel Stelter, Andreas Gabalier, Caro Trischler und Eugene Ruffulo zu hören.